# Rahul Bajaj
Pour les articles homonymes, voir Bajaj.
Rahul Bajaj (en hindi : राहुल बजाज), né le 10 juin 1938 et mort le 12 février 2022, est un homme d'affaires et milliardaire indien. 
Il est le président émérite du conglomérat indien le Bajaj Group. Il reçoit en 2001 la troisième plus haute distinction civile en Inde, le Padma Bhushan. Il est considéré comme l'inventeur de la « Vespa » indienne avec sa société Bajaj Auto en 1972.

## Biographie

### Enfance
Rahul Bajaj est né le 10 juin 1938. Son père est Kamalnayan Bajaj et sa mère Savitri Bajaj. Il est le petit-fils de Jamnalal Bajaj, fervent indépendantiste indien proche du Mahatma Gandhi,. Rahul Bajaj a été formé à la Harvard Business School (aux États-Unis), au St. Stephen's College de Delhi, au Government Law College de Mumbai et à la Cathedral and John Connon School de Mumbai,.

### Carrière

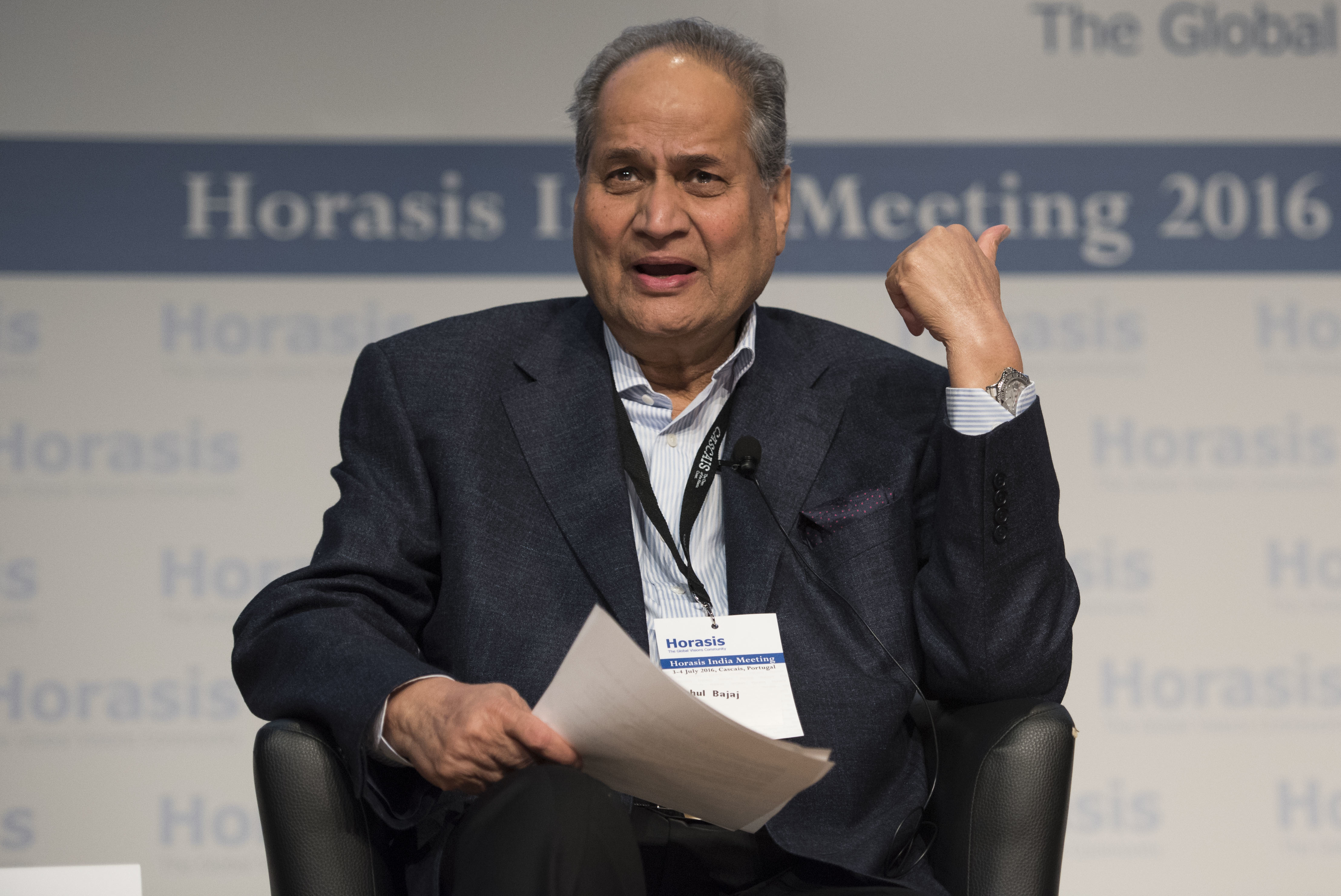
Rahul Bajaj lors de la réunion mondiale Horasis 2016.

Rahul Bajaj reprend le groupe Bajaj en 1965. Au cours d'une carrière qui s'étale sur 50 ans, il dirige la société phare du groupe, Bajaj Auto, faisant passer son chiffre d'affaires de 7,5 crore roupies à 12 000 crores roupies, grâce en particulier à la fabrications de scooters Bajaj Chetak jusqu'en 2006.
Rahul Bajaj démissionne du groupe en 2005. Son fils, Rajiv, en devient alors directeur général Rahul Bajaj dirige en 2008 la scission de Bajaj Auto en trois entreprises : Bajaj Auto, Bajaj Finserv et une société de portefeuille. 
En mars 2019, il quitte ses fonctions de président et directeur non exécutif de Bajaj Finserv pour en devenir président émérite. 
En avril 2021, Rahul Bajaj quitte son poste de président non-exécutif de Bajaj Auto, cédant le poste à son cousin, Niraj Bajaj, mais il est resté au sein de l'entreprise en tant que président émérite. 
Rahul Bajaj est élu entre 2006 et 2010 à la Chambre haute du Parlement indien (la Rajya Sabha), occupant le siège laissé vacant par la mort de Pramod Mahajan, ancien Ministre de la Défense indienne.
Rahul Bajaj est élu président de la Confédération de l'industrie indienne (CII) à deux reprises, en 1979-1980 puis en1999-2000. Pour son travail exceptionnel dans l'industrie indienne, le président indien de l'époque, Pranab Mukherjee, lui remet en 2017 le prix du président CII pour l'ensemble de sa carrière.
Rahul Bajaj occupe aussi le poste de président d'Indian Airlines, de président du Conseil des Affaires Internationales du Forum économique mondial, de président du conseil d'administration de l'Institut indien de technologie de Bombay (IIT), de membre du Conseil consultatif international du think tank Brookings Institution et de membre du conseil consultatif de l'Asie du Sud à la Harvard Business School. 
En 2001, Rahul Bajaj a reçu le Padma Bhushan, la troisième plus haute distinction civile de l'Inde.
En 2016, le magazine Forbes le classe 722e plus riche milliardaire au monde, avec une fortune s'élevant à 2,4 milliards dollars.

### Famille
Ses fils, Rajiv Bajaj et Sanjiv Bajaj, sont impliqués dans la gestion de ses entreprises. Sa fille, Sunaina, est mariée à Manish Kejriwal, l'ancien chef de Temasek India, une entreprise financière indienne,.

### Mort
Rahul Bajaj meurt le 12 février 2022 d'une pneumonie à l'âge de 83 ans. Il avait déjà été admis à la clinique Ruby Hall de Pune et y suivait un traitement hospitalier. Avant sa mort, il a également souffert d'une maladie cardiaque,.